# 伊希丹金旺吉拉
伊希丹金旺吉拉（1854年—1907年）名为那木吉勒道尔吉·丹金旺吉拉；法名全称“伊希丹金旺吉拉”（藏語：ཡེ་ཤེས་བསྟན་འཛིན་དབང་རྒྱལ，威利转写：Ye-shes bsTan-dzin dBang-rgyal），蒙古族，内蒙古察哈尔盟镶白旗人，清朝诗人、藏传佛教活佛。

## 生平
伊希丹金旺吉拉出生于察哈尔盟镶白旗的一个官僚家庭。7岁起，当鄂尔多斯郡王旗公尼召的活佛。他自幼聪慧，精通蒙古文、藏文。15岁时，回到原籍察哈尔。39岁时，周游内蒙古、外蒙古各盟旗，深入了解到动乱的社会现状，并写出了许多诗歌。其诗揭露了大活佛生活奢侈、贪得无厌，官僚昏庸无道、草菅人命，并表现了对穷困百姓的同情。也有的诗作劝人行善、传经布道。其诗节奏明快，语言犀利，气势宏大，富有蒙古族传统诗歌的韵味，且吸收了汉族、藏族诗歌的特点。

## 著作
- 伊金霍洛旗政协文史办编，伊希丹金旺吉拉手抄诗文集（影印本），内蒙古人民出版社，2006年11月